# Рада північноатлантичного співробітництва
Рада північноатлантичного співробітництва (англ. North Atlantic Cooperation Council — NACC) організація, заснована в грудні 1991 року, була попередницею Ради євроатлантичного партнерства. Членами даної ради з перших днів її існування стали країни-члени НАТО та дев'ять країн Центральної і Східної Європи. У 1991 році до ради приєдналися країни Балтики, а до березня 1992 року членами стали і всі інші країни колишнього Радянського Союзу.